# 邢謹
邢謹（1433年—？），字汝敬，順天府三河縣人，明朝官员。進士出身。

## 生平
順天府鄉試第十七名。成化二年（1466年）丙戌科會試第一百三名，殿試登進士第三甲第六名。据其子邢昭履历，可知邢謹终官刑部主事。

## 家族
曾祖邢德良。祖父邢仲和。父亲邢貴。子邢暉、邢昭。